# Laurent Franken
Laurent Franken (Linkebeek, 1905. január 9. – 1976. július 2.) belga nemzetközi labdarúgó-játékvezető.

## Pályafutása

### Nemzeti játékvezetés
Az I. Liga játékvezetőjeként 1956-ban vonult vissza.

### Nemzetközi játékvezetés
A Belga labdarúgó-szövetség Játékvezető Bizottsága (JB) terjesztette fel nemzetközi játékvezetőnek, a Nemzetközi Labdarúgó-szövetség (FIFA) 1934-től tartotta nyilván bírói keretében. A FIFA JB központi nyelvei közül a franciát és a németet beszélte. Több nemzetek közötti válogatott és klubmérkőzést vezetett, vagy működő társának partbíróként segített. A belga nemzetközi játékvezetők rangsorában, a világbajnokság-Európa-bajnokság sorrendjében többedmagával a 25. helyet foglalja el 2 találkozó szolgálatával. Az aktív nemzetközi játékvezetéstől 1956-ban búcsúzott. Válogatott mérkőzéseinek száma: 14.

#### Labdarúgó-világbajnokság
A világbajnoki döntőhöz vezető úton Svájcba az V., az 1954-es labdarúgó-világbajnokságra  a FIFA JB bíróként alkalmazta. A FIFA JB elvárásának megfelelően, ha nem vezetett, akkor valamelyik működő társának segített partbíróként. Három csoportmérkőzésre első számú partbíróként jelölték, a kor előírása szerint a játékvezető sérülése esetén ő folytatta volna a mérkőzés irányítását. Világbajnokságon vezetett mérkőzéseinek száma: 1 + 3 (partbíró).

##### 1954-es labdarúgó-világbajnokság

###### Selejtező mérkőzés
| Időpont          | Helyszín                       | Mérkőzés típusa           | Mérkőzés               | Eredmény | Nézők száma |
| ---------------- | ------------------------------ | ------------------------- | ---------------------- | -------- | ----------- |
| 1953. október 4. | Dalymount Park Stadion, Dublin | előselejtező (4. csoport) | Írország–Franciaország | 3 : 5    | 45 000      |

###### Világbajnoki mérkőzés
| Időpont          | Helyszín                 | Mérkőzés típusa              | Mérkőzés        | Eredmény | Nézők száma |
| ---------------- | ------------------------ | ---------------------------- | --------------- | -------- | ----------- |
| 1954. június 16. | Hardturm Stadion, Zürich | csoportmérkőzés (C. csoport) | Ausztria–Skócia | 1 : 0    | 25 000      |

#### A magyar labdarúgó-válogatott mérkőzései (1902–1929)
| Időpont          | Helyszín                | Mérkőzés típusa          | Mérkőzés                   | Eredmény | Nézők száma |
| ---------------- | ----------------------- | ------------------------ | -------------------------- | -------- | ----------- |
| 1955. október 2. | Hadsereg Stadion, Prága | 321. válogatott mérkőzés | Csehszlovákia–Magyarország | 1 : 3    | 50 000      |